# Dallas Open 2024
Il Dallas Open 2024 è stato un torneo di tennis giocato sul cemento indoor. È stata la 3ª edizione del torneo facente parte dell'ATP Tour 250 nell'ambito dell'ATP Tour 2024. Si è giocato allo Styslinger/Altec Tennis Complex di Dallas negli Stati Uniti, dal 5 all'11 febbraio 2024.

## Partecipanti al singolare

### Teste di serie
| Nazionalità | Giocatore           | Ranking | Testa di serie* |
| ----------- | ------------------- | ------- | --------------- |
| Stati Uniti | Frances Tiafoe      | 14      | 1               |
| Stati Uniti | Tommy Paul          | 15      | 2               |
| Stati Uniti | Ben Shelton         | 16      | 3               |
| Francia     | Adrian Mannarino    | 17      | 4               |
| Stati Uniti | Christopher Eubanks | 32      | 5               |
| Australia   | Max Purcell         | 43      | 6               |
| Australia   | Jordan Thompson     | 44      | 7               |
| Germania    | Dominik Koepfer     | 60      | 8               |

* Ranking al 29 gennaio 2024.

#### Altri partecipanti
I seguenti giocatori hanno ricevuto una wildcard per il tabellone principale:
- Mitchell Krueger
- Adam Neff
- Ethan Quinn

I seguenti giocatori sono entrati nel tabellone principale passando dalle qualificazioni:

- Steve Johnson
- Emilio Nava
- Nicolas Moreno de Alboran
- Tennys Sandgren

I seguenti giocatori sono entrati in tabellone come lucky loser:
- Térence Atmane
- Denis Kudla

#### Ritiri
Prima del torneo
- Miomir Kecmanović → sostituito da  Térence Atmane
- Mackenzie McDonald → sostituito da  Aleksandar Kovacevic
- Aleksandar Vukic → sostituito da  Denis Kudla
- Jeffrey John Wolf → sostituito da  James Duckworth

## Partecipanti al doppio

### Teste di serie
| Nazione     | Giocatore         | Nazione     | Giocatore       | Rank* | Testa di serie |
| ----------- | ----------------- | ----------- | --------------- | ----- | -------------- |
| Messico     | Santiago González | Regno Unito | Neal Skupski    | 17    | 1              |
| Stati Uniti | Nathaniel Lammons | Stati Uniti | Jackson Withrow | 43    | 2              |
| Regno Unito | Julian Cash       | Stati Uniti | Robert Galloway | 99    | 3              |
| Australia   | Max Purcell       | Australia   | Jordan Thompson | 119   | 4              |

* Ranking al 29 gennaio 2024.

### Altri partecipanti
Le seguenti coppie di giocatori hanno ricevuto una wildcard per il tabellone principale:
- Huntley Allen /  Julian Noah Steinhausen
- Emilio Nava /  Ben Shelton

### Ritiri
Prima del torneo
- Gonzalo Escobar /  Oleksandr Nedovjesov → sostituiti da  Gonzalo Escobar /  Skander Mansouri

## Punti
| Evento    | V   | F   | SF  | QF | 2T   | 1T | Q    | Q2   | Q1   |
| Singolare | 250 | 165 | 100 | 50 | 25   | 0  | 13   | 7    | 0    |
| Doppio    | 250 | 150 | 90  | 45 | N.D. | 0  | N.D. | N.D. | N.D. |

## Montepremi
| Evento    | V         | F        | SF       | QF       | 2T       | 1T      | Q2      | Q1      |
| Singolare | $ 114 970 | $ 67 070 | $ 39 435 | $ 22 850 | $ 13 270 | $ 8 100 | $ 4 055 | $ 2 210 |
| Doppio*   | $ 39 950  | $ 21 380 | $ 12 530 | $ 7 000  | N.D.     | $ 4 130 | N.D.    | N.D.    |

*per team

## Campioni

### Singolare
Tommy Paul ha sconfitto in finale  Marcos Giron con il punteggio di 7-6(3), 5-7, 6-3.
• È il secondo titolo in carriera per Paul, il primo in stagione.

### Doppio
Max Purcell /  Jordan Thompson hanno sconfitto in finale  William Blumberg /  Rinky Hijikata con il punteggio di 6-4, 2-6, [10-8].